# Корейская метеорологическая администрация
Корейская метеорологическая администрация основана в 1904 и присоединившаяся к Всемирной метеорологической организации в 1956. Численный прогноз погоды производится на программном обеспечении Unified Model.